# Coelogyne tomentosa
Coelogyne tomentosa Lindl., 1854 è una pianta della famiglia delle Orchidacee originaria del Sud-est asiatico.

## Descrizione
È un'orchidea di medie dimensioni a crescita epifita, sugli alberi della foresta tropicale di montagna. C. tomentosa presenta pseudobulbi di forma conica allungata, un po' spigolosi da giovani e tendenti ad essere rugosi e di un colore verde giallastro con l'età che portano al loro apice un'unica foglia lungamente picciolata, plicata di forma ellittico-obovata. 
La fioritura è piuttosto variabile ma avviene più spesso in estate mediante un'infiorescenza racemosa, aggettante da uno pseudobulbo di nuova formazione, pendente,  lunga da 35 a 40 centimetri, con rachide a zig-zag, portante da 20 a 30 fiori. Questi sono grandi in media 6 centimetri, hanno vita breve e struttura delicata, sono gradevolmente profumati e presentano petali e sepali bianco-verdognolo e un curioso labello variegato di bianco e rosso porpora, con numerose appendici.

## Distribuzione e habitat
Pianta originaria dell'Asia del sudest, in particolare delle alte terre di Malaysia, Sumatra, Borneo e Giava, dove cresce dalle valli fluviali alle alte creste, epifita sugli alberi della foresta tropicale montana, ad altitudini comprese tra 1150 e 2100 metri sul livello del mare.

## Coltivazione
Queste piante sono meglio coltivate in vaso, in terreno di media consistenza e ben drenato, come le cortecce d'abete. Richiedono una posizione luminosa, ma in ombra, temendo la piena luce del sole con temperature fresche da aumentare durante la fioritura, quando dev'essere anche somministrata acqua..